# Saint-Moré
Saint-Moré är en kommun i departementet Yonne i regionen Bourgogne-Franche-Comté i norra Frankrike. Kommunen ligger i kantonen Vézelay som tillhör arrondissementet Avallon. År 2022 hade Saint-Moré 177 invånare.

## Befolkningsutveckling
Antalet invånare i kommunen Saint-Moré
| Referens: INSEE |